# Konwencja w Münchengrätz (1833)
Konwencja w Münchengrätz – porozumienie zawarte 19 września 1833 roku pomiędzy Imperium Rosyjskim (reprezentowanym przez cara Mikołaja I i hrabiego Nesselrode), Cesarstwem Austriackim (reprezentowanym przez Cesarza Franciszka II i Klemensa Metternicha) i Królestwem Prus. Konwencja była wynikiem rozmów przeprowadzonych na konferencji trwającej od 10 do 20 września 1833 roku. 
W myśl jej postanowień państwa zobowiązały się do przeciwdziałania naruszeniu suwerenności Turcji i do wzajemnej ochrony swoich legitymistycznych praw w wyniku jakiegokolwiek liberalnego zagrożenia. Nie było to ograniczone do prowincji polskich i dotyczyło w równej mierze ruchów liberalnych na terenach Włoch (kontrolowanych przez Austrię) oraz Niemiec. Konwencja w Münchengrätz w oczach polityków francuskich i brytyjskich to akt skierowany przeciwko europejskiemu liberalizmowi, prowadząc do wyodrębnienia się w Europie dwóch głównych bloków ideologicznych: konserwatywno-legitymistycznego (Rosja, Austria, Prusy) i liberalnego (Francja, Wielka Brytania). Jedną z prób przeciwstawienia zachodniego liberalizmu konserwatywnym siłom Środkowej Europy było utworzenie w 1834 roku Quadruple Alliance (znanego również jako Konwencja w Evoramonte) między Wielką Brytanią, Francją, Hiszpanią oraz Portugalią. 